# Arceuthobium pusillum
Arceuthobium pusillum é uma planta parasita perene na família Santalaceae. Os seus nomes comuns incluem o visco anão ou o visco anão oriental. É um dos anões mais difundidos dentro da sua gama que cobre o leste dos Estados Unidos e o Canadá, de Saskatchewan a Nova Escócia e Nova Jersey. O nome da espécie "pusillum" deriva do latim "pusillus", significando muito pequeno.

## Descoberta
Esta espécie foi revelada pela primeira vez à ciência por Lucy Millington. Ela escreveu em setembro de 1870 ao Torrey Botanical Club, explicando que havia encontrado uma planta parasita que ela acreditava ser um visco.